# Gustav Diessl
Gustav Diessl, nato Wladimir Rogoschin, nome alternativo Gustav Karl Balthasar Dießl (Vienna, 30 dicembre 1899 – Vienna, 20 marzo 1948), è stato un attore austriaco.
Nella sua carriera di attore usò anche i nomi Gustav Diesel e Gustav Dießl. 

## Biografia
Negli anni trenta e quaranta lavorò in Italia in ruoli da protagonista.
Dal 1938 al 1948 è stato il marito di Maria Cebotari.

## Filmografia parziale

Gustav Diessl in Il bravo di Venezia (1941)

Gustav Diessl in Nebbie sul mare (1944)

- Crisi (Abwege), regia di Georg Wilhelm Pabst (1928)
- Processo sensazionale (Sensations-Prozess), regia di Friedrich Fehér (1928)
- Mutterliebe, regia di Georg Jacoby (1929)
- Il cadavere vivente (Živoj trup), regia di Fëdor Ocep (1929)
- La tragedia di Pizzo Palù (Die weiße Hölle vom Piz Palü), regia di Arnold Fanck (1929)
- Il vaso di Pandora (Die Büchse der Pandora), regia di Georg Wilhelm Pabst (1929)
- Albergo di frontiera (Leutnant warst Du einst bei deinen Husaren), regia di Manfred Noa (1930)
- Menschen hinter Gittern, regia di Pál Fejös (1931)
- Senza madre (Eine von uns), regia di Johannes Meyer (1932)
- L'Atlantide (Die Herrin von Atlantis), regia di Georg Wilhelm Pabst (1932)
- La doppia vita di Elena Gall (Schatten der Vergangenheit), regia di Werner Hochbaum (1936)
- Una donna tra due mondi, regia di Goffredo Alessandrini (1936)
- Senza cielo regia di Alfredo Guarini (1940)
- Clarissa, regia di Gerhard Lamprecht (1941)
- Il bravo di Venezia regia di Carlo Campogalliani (1941)
- La donna del peccato, regia di Harry Hasso (1942)
- La danza del fuoco, regia di Giorgio Simonelli (1943)
- Calafuria regia di Flavio Calzavara (1943)
- Nebbie sul mare, regia di Marcello Pagliero (1944)

## Doppiatori italiani
- Luigi Pavese in Il bravo di Venezia
- Emilio Cigoli in  Calafuria
- Gualtiero De Angelis in Nebbie sul mare